# 144.000
144.000 es un número natural. Tiene importancia en varios movimientos religiosos y antiguos sistemas de creencias proféticas.

## Religión

### Cristianismo

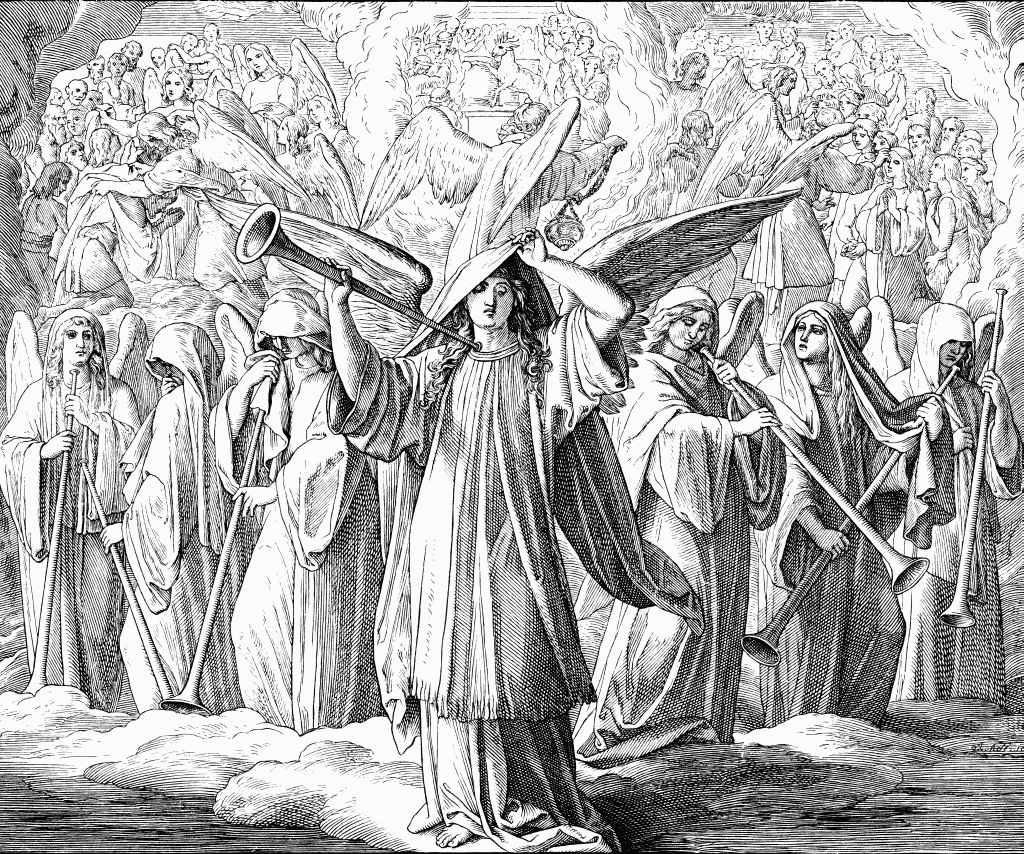
144,000 con Trompetas, 1860 woodcut por Julius Schnorr von Karolsfeld.

#### Libro de revelación
El número 144.000 aparece tres veces en el Libro de Apocalipsis:
- Apocalipsis 7:3–8:

Les decía: «¡Todavía no hagan daño a la tierra ni al mar ni a los árboles hasta que les pongamos una señal en la frente a todos los que sirven a nuestro Dios!»
Entonces oí el número de los que habían recibido la señal: eran 144 000 de todas las tribus del pueblo de Israel. Recibieron la señal:
12 000 de la tribu de Judá;
12 000 de la tribu de Rubén;
12 000 de la tribu de Gad;
12 000 de la tribu de Aser;
12 000 de la tribu de Neftalí;
12 000 de la tribu de Manasés;
12 000 de la tribu de Simeón;
12 000 de la tribu de Leví;
12 000 de la tribu de Isacar;
12 000 de la tribu de Zabulón;
12 000 de la tribu de José;
12 000 de la tribu de Benjamín.

- Apocalipsis 14:1:

Después vi al Cordero, que estaba de pie en el monte Sion[a] junto a 144 000 personas que tenían el nombre del Cordero y el de su Padre en la frente.

- Apocalipsis 14:3–5:

Cantaban una canción nueva[a] ante el trono, ante las cuatro criaturas y ante los ancianos. Los únicos que podían aprender la canción eran los 144 000 por quienes se había pagado el precio para liberarlos de la tierra. 4 Son hombres que no se han contaminado acostándose con mujeres, pues son vírgenes y siguen al Cordero dondequiera que él va. Fueron comprados de entre la humanidad para que sean una ofrenda de la más alta calidad para Dios y el Cordero.[b] 5 No son mentirosos y no tienen falta alguna.

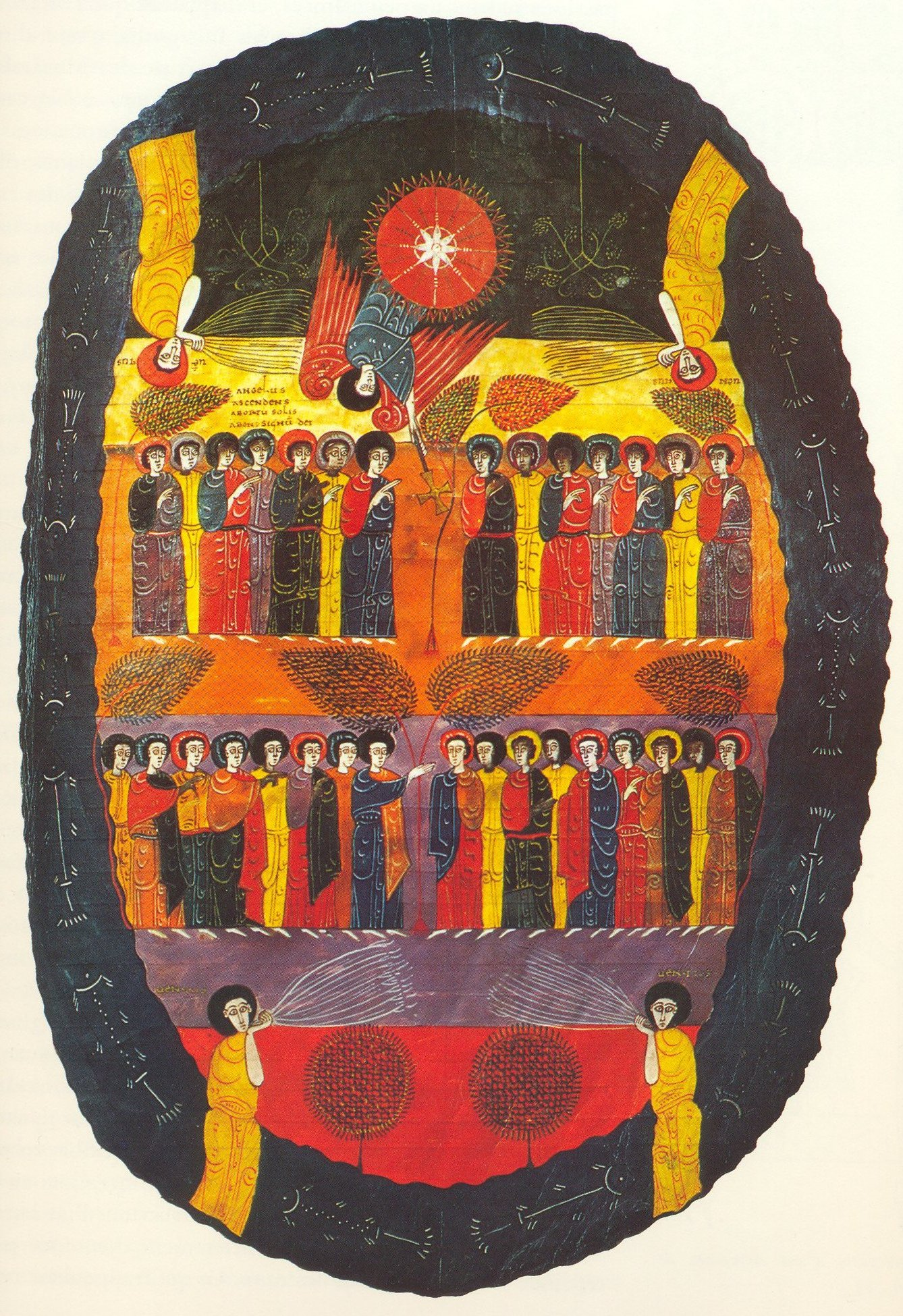
Página de un manuscrito iluminado pintado por un artista desconocido, que representa a los 144.000 de Apocalipsis 7, de una copia del Comentario sobre el Apocalipsis de San Beato de Liébana.

Los números 12.000 y 144.000 se interpretan de diversas formas en el cristianismo tradicional. Algunos, tomando los números en Apocalipsis como simbólicos, creen que representa a todo el pueblo de Dios a lo largo de la historia en la Iglesia celestial. Una sugerencia es que el número proviene del 12, un símbolo de la totalidad, que se eleva al cuadrado y se multiplica por mil para dar más énfasis. Otros insisten en que los números 12,000 y 144,000 son números literales y representan a los descendientes de Jacob (también llamado Israel en la Biblia) u otros a quienes Dios les ha dado un destino superior con un papel distinto en el tiempo del fin del mundo. Un entendimiento es que los 144,000 son evangelistas judíos recientemente convertidos enviados para llevar a los pecadores a Jesucristo durante el período de tribulación de siete años. Los preteristas creen que son judíos cristianos, sellados para la liberación de la destrucción de Jerusalén en el 70 d. C. El dispensacionalista Tim LaHaye, en su comentario Revelation: Illustrated and Made Plain (Zondervan, 1975), considera que los 144.000 en Apocalipsis 7 se refieren a judíos y los de Apocalipsis 14 se refieren a cristianos.

#### Testigos de Jehová
Los testigos de Jehovácreen que exactamente 144.000 cristianos fieles desde el Pentecostés del 33 d. C. hasta el día de hoy serán resucitados al cielo como seres espirituales inmortales para pasar la eternidad con Dios y Cristo. Creen que estas personas son "ungidas" por Dios para convertirse en parte del "Reino de Dios" espiritual. Creen que los 144.000 (que consideran sinónimo del "rebaño pequeño" de Lucas 12:32) reinarán con Cristo como reyes-sacerdotes por la eternidad, mientras que todas las demás personas aceptadas por Dios (las "otras ovejas" de Juan 10:16, compuesto por "la gran muchedumbre" de Apocalipsis 7: 9,14 y los "justos e injustos" resucitados de Hechos 24:15), tendrán la oportunidad de vivir para siempre en un paraíso restaurado en la tierra.
Testigos individuales indican ser "ungidos" al participar del pan y el vino en la Conmemoración anual de la muerte de Cristo. Afirmando ser del "resto" ungido de los 144,000. Los miembros del Cuerpo Gobernante que ejercen la autoridad docente sobre los testigos de Jehová en todo el mundo están entre el grupo de los 144.000 ungidos, y también la biblia los considera –como grupo- el "esclavo fiel y discreto" en Mateo 24:45 y Lucas 12:42.

#### La Iglesia de Jesucristo de los Santos de los Últimos Días
La Iglesia de Jesucristo de los Santos de los Últimos Días cree que el sellamiento de los 144.000 se relaciona con los sumos sacerdotes, ordenados al santo orden de Dios, para administrar el evangelio eterno; "porque son los que han sido ordenados de toda nación, tribu, lengua y pueblo, por los ángeles a quienes se les ha dado poder sobre las naciones de la tierra, para traer a todos los que quieran venir a la iglesia del Primogénito".

#### Skoptzists
La secta cristiana de Skoptsy en Rusia creía que el Mesías vendría cuando hubiera 144.000 creyentes de Skoptsy, según su lectura del Libro de Apocalipsis.

#### Iglesia de unificación
La Iglesia de Unificación fundada por el Reverendo Sun Myung Moon cree que los 144.000 representan el número total de santos que Cristo debe encontrar "que pueden restaurar mediante indemnización las misiones de todos los santos pasados que, a pesar de sus mejores esfuerzos por hacer la Voluntad de Dios, cayeron presa de Satanás. cuando fallaron en sus responsabilidades. Debe encontrar a estas personas durante su vida y sentar las bases de la victoria sobre el mundo de Satanás".

### Islam
Se alega que 144.000 han sido el número de Sahaba de Mahoma, aunque se han dado otros totales. El número también se da como el número total de profetas en el Islam, aunque esto también se ha informado como 124.000 o 244.000. Se desconoce el número real de profetas o Sahaba (Compañeros); unos 30 profetas se mencionan por su nombre en el Corán.
Pentecostales
La rama más fundamentalista del protestantismo también cree que 144.000 elegidos estarán en un lugar privilegiado en los hipotéticos sucesos que se derivan de las profecías bíblicas.

## Otros usos
- Las fuentes coptas calculan que el número de santos inocentes masacrados fue de 144.000.[17]
- Un Baktun son 20 ciclos Katun del antiguo calendario Maya de Cuenta Larga, que contiene 144.000 días.